# Juicebaren (TV-serie)
Juicebaren är en svensk dramakomediserie som hade premiär på SVT Play 6 december 2016. Serien är skapad av Caroline Ringskog Ferrada-Noli. 
Serien kretsar kring Sindra (Malin Persson) som jobbar på en juicebar i Stockholms innerstad som utgör knutpunkten för några misslyckade människor. Stammisen David (Joel Spira) är en 35-årig arkitekt som inte kan bli vuxen. Sindras bästa kompis Max (Christopher Garplind) vill inte vara ihop med sin kille. Fanni (Karin Franz Körlof) är gravid och olycklig. 

## Rollista i urval
- Malin Persson – Sindra
- Joel Spira – David
- Christopher Garplind – Max
- Karin Franz Körlof – Fanni
- Tom Ljungman – Alexander
- Simon Reithner – Niklas
- Nina Gunke – Toppe
- Jonathan Johansson – Davids kompis
- Rebecca Scheja – Rebecca
- Fiona Fitzpatrick – Fiona
- Johannes Bah Kuhnke – Peter
- Christian Wennberg – Mårten